# Lautajärvi (Tärendö socken, Norrbotten)
Lautajärvi är en sjö i Pajala kommun i Norrbotten och ingår i Kalixälvens huvudavrinningsområde.